# فو
فو، فا یا فاو (phở) یک غذای سوپ ویتنامی متشکل از آبگوشت، رشته فرنگی برنج (banh phở)، سبزیجات، و گوشت - معمولاً گوشت گاو (phở bò) و گاهی مرغ (phở gà) است. Phở یک غذای محبوب در ویتنام است که در خانه‌ها، غرفه‌های خیابانی و رستوران‌های سراسر کشور سرو می‌شود. ساکنان شهر نام دین (Nam Định) اولین کسانی بودند که phở سنتی ویتنامی را ایجاد کردند. فاو غذای ملی ویتنام در نظر گرفته می‌شود، و گفته می‌شود که ترکیب آن تحت تأثیر فرهنگ چینی و فرانسوی است.
Phở در اوایل قرن بیستم در ویتنام شمالی ایجاد شد و پس از جنگ ویتنام، پناهندگان آن را در سراسر جهان رایج کردند. از آنجا که منشأ phở دارای مستند ضعیفی است، در مورد تأثیر عوامل فرهنگی که منجر به توسعهٔ آن در ویتنام شد، و همچنین ریشه‌شناسی نام، اختلاف نظر وجود دارد. سبک‌های هانوی (شمالی) و سایگون (جنوبی) pho از نظر عرض رشته فرنگی، شیرینی آبگوشت و انتخاب سبزیجات و سس متفاوت است.
در سال ۲۰۱۷، ویتنام ۱۲ دسامبر را «روز فو» نامید.